# Ectoedemia minimella
Ectoedemia minimella là một loài bướm đêm thuộc họ Nepticulidae. Nó được tìm thấy ở Scandinavia và miền bắc Nga to Pyrenees và Ý, và from Ireland to Slovakia.
Sải cánh dài 5.1-6.6 mm. Con trưởng thành bay từ tháng 5 đến tháng 6. Có một lứa một năm.
Ấu trùng ăn Betula nana, Betula pendula, Betula pubescens và Betula pubescens carpatica. Chúng ăn lá nơi chúng làm tổ. 